# Mahmood Al-Mushaifri
Mahmood Mabrook Nasib Al-Mushaifri (arab. محمود مبروك نسيب; ur. 14 stycznia 1993) – omański piłkarz grający na pozycji pomocnika. Od 2018 jest zawodnikiem klubu Al-Nasr Salala.

## Kariera piłkarska
Swoją karierę piłkarską Al-Mushaifri rozpoczął w klubie Suwaiq Club, w którym w 2013 roku zadebiutował w pierwszej lidze omańskiej. W sezonie 2015/2016 wywalczył z nim wicemistrzostwo Omanu. W sezonie 2016/2017 zdobył Puchar Omanu, a w sezonie 2017/2018 został mistrzem tego kraju. W 2018 przeszedł do Al-Nasr Salala.

## Kariera reprezentacyjna
W reprezentacji Omanu Al-Mushaifri zadebiutował 8 sierpnia 2016 w wygranym 1:0 towarzyskim meczu z Turkmenistanem. W 2019 roku został powołany do kadry na Puchar Azji.